# Palpares caffer
Palpares caffer är en insektsart som först beskrevs av Hermann Burmeister 1839.  Palpares caffer ingår i släktet Palpares och familjen myrlejonsländor. Inga underarter finns listade i Catalogue of Life.